# スマックウォーター・ジャック (クインシー・ジョーンズのアルバム)
『スマックウォーター・ジャック』（Smackwater Jack）は、クインシー・ジョーンズが、1971年に発表したアルバム。『鬼警部アイアンサイド』と『ビル・コスビー・ショー』のテーマも収録されている。

## 収録曲
1. スマックウォーター・ジャック - "Smackwater Jack" (ジェリー・ゴフィン、キャロル・キング) – 3:31
2. 風にまかせて - "Cast Your Fate to the Wind" (ヴィンス・ガラルディ、カレル・ヴェルバー) – 4:26
3. アイアンサイド - "Ironside" (クインシー・ジョーンズ) – 3:53
4. ホワッツ・ゴーイング・オン - "What's Going On" (レナルド・"オビー"・ベンソン、アル・クリーブランド、マーヴィン・ゲイ) – 9:51
5. アンダーソン・テープのテーマ - "Theme from The Anderson Tapes"（『アンダーソン・テープ』より）（ジョーンズ） – 5:16
6. ブラウン・バラッド - "Brown Ballad" ( レイ・ブラウン ) – 4:20
7. ヒッキー・バール - "Hikky Burr"（ビル・コスビー・ショーのテーマ） (ビル・コスビー、ジョーンズ) – 4:02
8. ギター・ブルース・オデッセイ：フロム・ルーツ・トゥ・フルーツ - "Guitar Blues Odyssey: From Roots to Fruits" (ジョーンズ) – 6:35

## 参加ミュージシャン
- クインシー・ジョーンズ - 指揮、編曲、ボーカル
- ビル・コスビー - ボーカル
- マリリン・ジャクソン - ボーカル
- ヴァレリー・シンプソン - ボーカル
- ジョー・アームステッド - ボーカル
- フレディ・ハバード - フリューゲルホルン
- マーヴィン・スタム - フリューゲルホルン
- アーニー・ロイヤル - トランペット
- バディ・チルダーズ - トランペット
- スヌーキー・ヤング - トランペット
- ガーネット・ブラウン - トロンボーン
- ウェイン・アンドレ - トロンボーン
- ジョー・ニューマン - トロンボーン
- エリック・ゲイル - ギター
- ジム・ホール - ギター
- ジョー・ベック - ギター
- フレディ・ロビンソン - ギター
- アーサー・アダムス - ギター
- ボブ・ジェームス - キーボード
- ジョー・サンプル - キーボード
- ジミー・スミス - 電子オルガン
- ボビー・スコット - ピアノ
- モンティ・アレキサンダー - ピアノ
- ジャッキー・バイアード - ピアノ
- ディック・ハイマン - ピアノ、エレクトリックハープシコード
- エド・カレホフ - モーグ・シンセサイザー
- ポール・ビーバー - モーグ・シンセサイザー
- トゥーツ・シールマンス - ハーモニカ、ホイッスラー、ギター
- チャック・レイニー - エレクトリックベース
- キャロル・ケイ - エレクトリックベース
- ヒューバート・ロウズ - フルート、サクソフォーン
- ジェローム・リチャードソン - テナー・サクソフォーン
- ピート・クリストリーブ - テナー・サクソフォーン
- ミルト・ジャクソン - ヴィブラフォン
- レイ・ブラウン - ダブルベース
- グラディ・テイト - ドラムス、パーカッション
- ポール・ハンフリー - ドラムス